# ماكسيميليانو جوستي
ماكسيميليانو جوستي (بالإسبانية: Maximiliano Giusti)‏ هو لاعب كرة قدم أرجنتيني في مركز الهجوم، ولد في 18 فبراير 1991 في مدينة سان نيكولاس دي لوس آرويوس في الأرجنتين، وتوفي بنفس المكان في 8 أكتوبر 2016 بسبب حادث مرور. لعب مع أوداكس إيتاليانو وسي إس باندوري تارغو جيو وفيليز سارسفيلد ونادي ألماجرو ونادي يونيفرسيتاريو.

## وصلات خارجية
- ماكسيميليانو جوستي على موقع قاعدة بيانات كرة القدم.إي يو (الإنجليزية)
- ماكسيميليانو جوستي على موقع Soccerway.com (الإنجليزية)